# Istituto statale d'arte Paolo Mercuri
Il liceo artistico-istituto statale d'arte "Paolo Mercuri" è una scuola secondaria di secondo grado italiana situata nella città di Marino, in provincia di Roma, nell'area dei Castelli Romani.

## Storia

### Il collegio dei padri Dottrinari

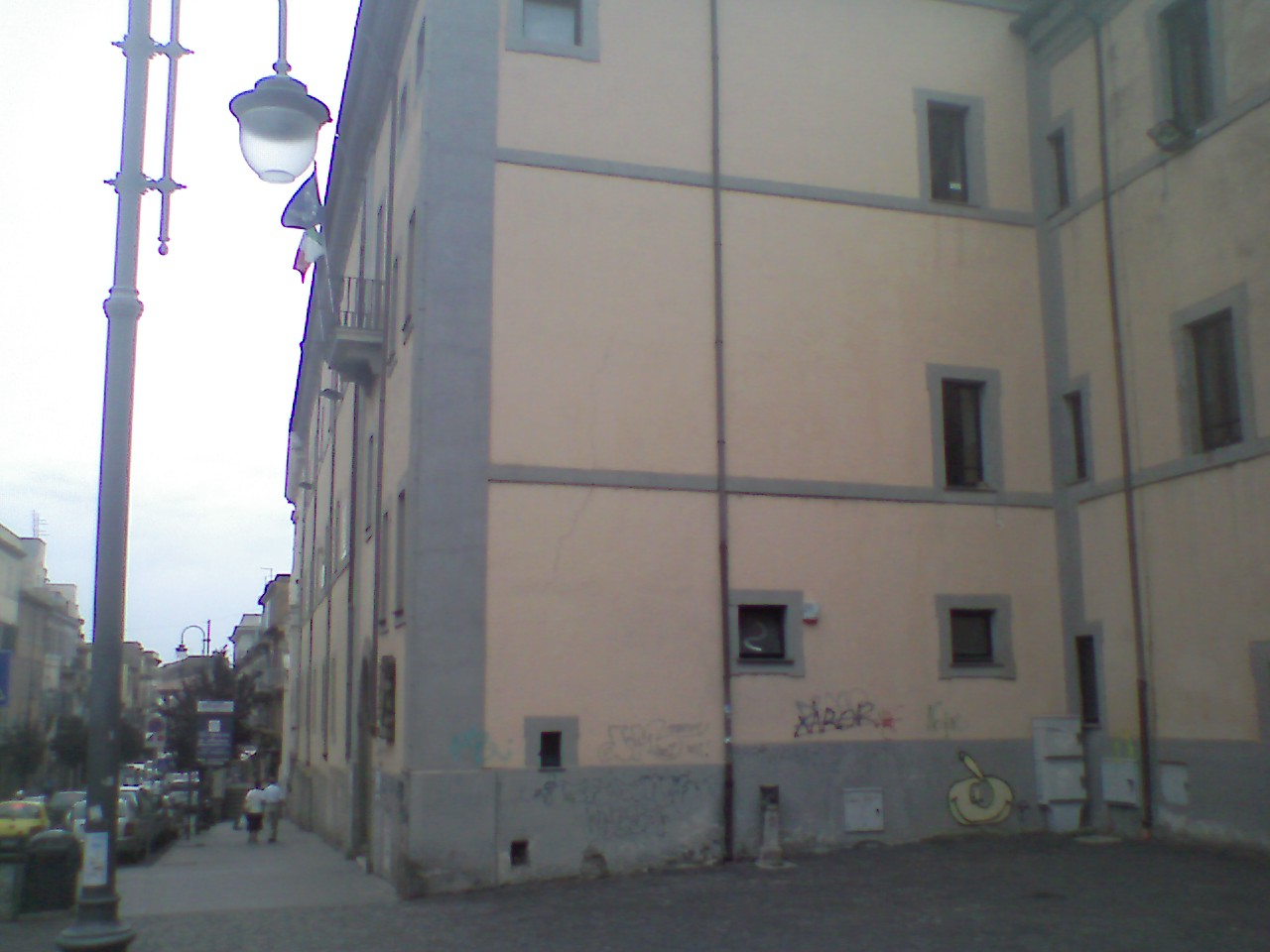
Uno scorcio della facciata principale della sede centrale dell'Istituto.

Papa Gregorio XVI (1831-1846) nel 1832 dichiarò Marino sede di Governo e nel 1835 la elevò al grado di Città: in seguito a questo, volle dotare la neo-città di ogni servizio necessario alla sua nuova importanza. Così nel 1837 ordinò l'istituzione in città di un collegio della Congregazione dei Padri della Dottrina Cristiana, che avevano il compito di impartire ai ragazzi di sesso maschile l'istruzione superiore. La sede del Collegio venne individuata presso la chiesa della Santissima Trinità, nell'edificio che era stato un convento dei Chierici Regolari Minori.
L'istruzione impartita dai religiosi era di tipo umanistico e classico. Alunno illustre di questa scuola fu Girolamo Torquati (1828-1897), farmacista e storico, autore tra l'altro degli "Studi storico-archeologici sulla città e sul territorio di Marino".
Il collegio dei Dottrinari venne chiuso a seguito del primo Consiglio comunale dopo la presa di Porta Pia, il 23 dicembre 1870, per decisione della maggioranza anticlericale dei consiglieri comunali. La sede del Collegio tuttavia rimase proprietà comunale, destinata a vari usi.

### La Regia Scuola Professionale

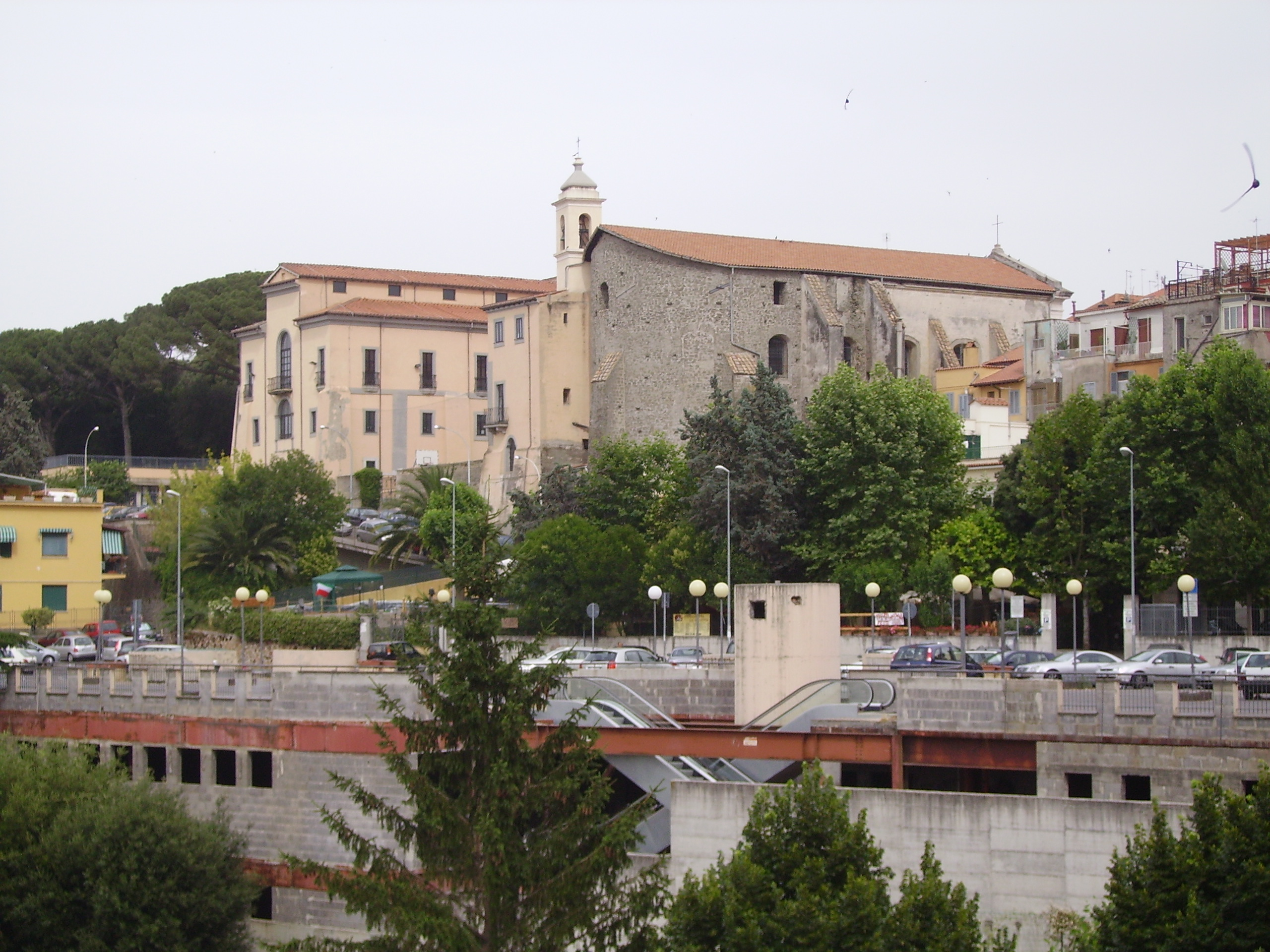
L'abside della Chiesa della Santissima Trinità e, sulla sinistra, il retro della sede centrale dell'Istituto.

Il 15 gennaio 1919 il marchese Achille Fumasoni Biondi acquistò dal Comune di Marino l'edificio dell'antico collegio dei Dottrinari, che da allora prese la denominazione di palazzo Fumasoni Biondi o collegio Fumasoni Biondi. Il marchese espresse al Comune la volontà di creare a sue spese una scuola superiore privata per l'istruzione di operai che sapessero maneggiare il ferro, il legno e la pietra. La Regia Scuola Professionale di Marino veniva istituita con regio decreto del 4 settembre 1919, con intitolazione a Maria Domenica Fumasoni Biondi, pioniera nella scoperta della tessitura dell'amianto, ed antenata del marchese Fumasoni Biondi. 
Il 2 marzo 1920 si riunì il primo collegio docenti della scuola, ed il 4 marzo si inaugurò il primo anno scolastico. Gli alunni erano 35, e l'orario scolastico era dalle 12 alle 19.
Il 10 settembre 1920 il marchese Fumasoni Biondi, che era stato nominato dal Ministero per l'Industria ed il Commercio Commissario per l'amministrazione della scuola per gli anni scolastici 1919/1922, affittò l'edificio ai religiosi della Pia Società di San Giuseppe, popolarmente noti come padri Giuseppini, dando loro in gestione la scuola. I Giuseppini, diretti da padre Valentino Franco, trasferirono a Marino un convitto che avevano già aperto a Frascati. La cosa non piacque all'amministrazione locale, tradizionalmente repubblicana ed anticlericale. Il 22 dicembre 1920 il sindaco repubblicano Marco Bellucci, appena rieletto alle elezioni amministrative del 3 ottobre, reclamò il trasferimento della Regia Scuola Professionale nei locali della residenza municipale di Palazzo Colonna, per averla "finalmente libera da estranee ingerenze". Nel mese di febbraio 1921 gli ispettori del Ministero per l'Industria ed il Commercio diedero parere positivo al trasferimento, ed a metà marzo 1921 poterono ricominciare i corsi nei locali di Palazzo Colonna. La direttrice didattica era la prof. Gilda Villani, moglie del segretario comunale Ottorino Bruzio; il segretario amministrativo Renato Galeotti; il bidello Mariano D'Ottavi; gli insegnanti, il sig. Valenti, studente al sesto anno dell'Accademia di Belle Arti, e Giovanni Gherardi, intagliatore locale. Prof.ri Canevacci e Mannucci per decorazione e pittura, De Dominicis per lavorazione della pietra.  Nel 1922 diventerà direttore della scuola Franco Cruciani.
L'attuale denominazione della scuola, in onore dell'incisore marinese Paolo Mercuri (1804-1884), venne ufficialmente assunta nel novembre 1922. Contemporaneamente, presso i locali dell'odierna sede dell'istituto in corso Vittoria Colonna, continuò ad esistere per qualche anno una scuola complementare "Maria Domenica Fumasoni Biondi". 
Le discipline insegnate erano: italiano, storia, geografia, matematica, disegno geometrico, disegno artistico, plastico, lavorazione del ferro e pietra a partire dal 1921, intaglio, intarsio e scienze dal 1924, cultura militare dal 1935, per effetto del fascismo. L'orario scolastico inizialmente era dalle 12 alle 19, ma in seguito passò dalle 16 alle 20 per maggior comodità degli studenti. Gli anni di corso erano solo tre.
Le sezioni principali erano lavorazione pietra e marmi, dei metalli, del legno e intaglio e  decorazione pittorica.
Disegno artistico, geometrico e plastico erano di base poi vi sarà la sezione di cucito. 
Dall'anno scolastico 1924/1925 la scuola venne sottoposta al controllo del Ministero della Pubblica Istruzione, e non più a quello del Ministero dell'industria e del commercio, con il raggiungimento della sostanziale parità con gli altri istituti secondari superiori. Tra il 1919 ed il 1924 l'istituto aveva già licenziato 180 alunni. Il Comune di Marino deliberò un contributo annuo di 12.210 lire per la scuola.
Nel 1927 venne aperta la biblioteca scolastica, con un fondo di circa 700 volumi; nel 1939 arrivò il primo proiettore per diapositive. Nel 1931 la scuola contava tre classi, una per anno. Nel dicembre 1939 venne attivato un corso serale per artigiani, della durata di sei mesi.
Il 2 febbraio 1944, durante la seconda guerra mondiale, Palazzo Colonna venne quasi interamente raso al suolo da un bombardamento anglo-americano, e la Scuola professionale, che si avviava a non essere più Regia, ebbe grosse difficoltà. Tuttavia già nel dicembre 1944 vennero inaugurate le aule della scuola nei locali al piano terra del palazzo, sopravvissuti ai bombardamenti.

### Istituto d'Arte
La denominazione della scuola in Istituto Statale d'Arte è stata sancita dal decreto del Presidente della Repubblica n° 1492 del 14 settembre 1967. Gli anni di corso diventarono cinque, con l'aggiunta del biennio degli istituti professionali ai tre anni di specializzazione. La maturità artistica abilitò all'accesso all'Università.
Annessa all'Istituto è stata, fino quasi alla fine del XX secolo, la scuola media statale "Giuseppe Ungaretti". Per un breve periodo, dal 1974 alla metà degli anni Ottanta, la sede succursale di Ciampino fu autonoma, ma a causa della carenza d'iscritti venne accorpata nuovamente alla sede centrale di Marino.

### Liceo artistico
A partire dall'anno scolastico 2010/2011 l'istituto ha attivato l'indirizzo di liceo artistico in seguito al riordino degli indirizzi della scuola superiore attuato dalla cosiddetta riforma Gelmini.
Attualmente la scuola è aggregata all'Istituto tecnico "Michele Amari" di Ciampino, con cui l'istituto condivide la sede di via Romana nn. 11/13. 
Attualmente l'istituto ha assunto la denominazione di Istituto d'Istruzione superiore "Amari Mercuri", al fine di conservare entrambe le identità.
..........
Insegnanti e studenti artisti noti dell'istituto d'arte e liceo artistico
Balthus
Dialma Stultus
Orlando Orlandini
Luigi Aversano
Renato Bigi
Mino delle Site
Ermilio Lazzaro
Lorenzo Guerrini
Alcide Ticò 
Mario Bazzoni
Mattia Fabiani
Mattia Pagliarini 
Ugo Cossù
Alessio Deli
Mario Roncaccia
Armando Zelinotti
Lamberto Limiti
Paolo Marazzi 
Luigi Marazzi 
Gianfranco Papa
Marina Funghi
Marina Muzzini
Angelo Falciano
Domenico di Laora
Valente Assenza
Fernando Troso
Stefano Piali 
Mario Gavotti
Giglio Petriacci
Giorgio Fanasca 
Gastone Primon